# Chipre nos Jogos Olímpicos de Verão de 1992
Chipre participou dos Jogos Olímpicos de Verão de 1992, realizados em Barcelona, na Espanha. 
Foi a quarta aparição do país nos Jogos Olímpicos, onde foi representado por 17 atletas, sendo 13 deles homens e quatro mulheres, que competiram em oito esportes.

## Competidores
Esta foi a participação por modalidade nesta edição:
| Esporte       | Masculino | Feminino | Total |
| ------------- | --------- | -------- | ----- |
| Atletismo     | 3         | 2        | 5     |
| Ginástica     | 0         | 2        | 2     |
| Judô          | 2         | 0        | 2     |
| Lutas         | 1         | 0        | 1     |
| Natação       | 2         | 0        | 2     |
| Tiro          | 2         | 0        | 2     |
| Tiro com arco | 1         | 0        | 1     |
| Vela          | 2         | 0        | 2     |
| Total         | 13        | 4        | 17    |

## Desempenho

### Atletismo
Masculino
Eventos de pista
| Atleta            | Evento | Eliminatórias | Eliminatórias | Quartas de final | Quartas de final | Semifinal   | Semifinal   | Final       | Final       | Ref.  |
| Atleta            | Evento | Tempo         | Pos.          | Tempo            | Pos.             | Tempo       | Pos.        | Tempo       | Pos.        | Ref.  |
| ----------------- | ------ | ------------- | ------------- | ---------------- | ---------------- | ----------- | ----------- | ----------- | ----------- | ----- |
| Yiannis Zisimides | 100 m  | 10.51 q       | 4º/bat. 10    | 10.65            | 8º/bat. 3        | Não avançou | Não avançou | Não avançou | Não avançou | [ 3 ] |
| Yiannis Zisimides | 200 m  | 21.51         | 4º/bat. 7     | Não avançou      | Não avançou      | Não avançou | Não avançou | Não avançou | Não avançou | [ 4 ] |

Eventos de campo
| Atleta              | Evento         | Eliminatórias | Eliminatórias | Final       | Final       | Ref.  |
| Atleta              | Evento         | Marca         | Pos.          | Marca       | Pos.        | Ref.  |
| ------------------- | -------------- | ------------- | ------------- | ----------- | ----------- | ----- |
| Photis Stephani     | Salto com vara | 5.20          | =26º          | Não avançou | Não avançou | [ 5 ] |
| Marios Hadjiandreou | Salto triplo   | 15.64         | 39º           | Não avançou | Não avançou | [ 6 ] |

Feminino
Eventos de pista
| Atleta       | Evento  | Eliminatórias | Eliminatórias | Quartas de final | Quartas de final | Semifinal | Semifinal | Final       | Final       | Ref.  |
| Atleta       | Evento  | Tempo         | Pos.          | Tempo            | Pos.             | Tempo     | Pos.      | Tempo       | Pos.        | Ref.  |
| ------------ | ------- | ------------- | ------------- | ---------------- | ---------------- | --------- | --------- | ----------- | ----------- | ----- |
| Andri Avraam | 10000 m | 34:06.66      | 19º/bat. 2    | —                | —                | —         | —         | Não avançou | Não avançou | [ 7 ] |

Eventos de campo
| Atleta           | Evento            | Eliminatórias | Eliminatórias | Final       | Final       | Ref.  |
| Atleta           | Evento            | Marca         | Pos.          | Marca       | Pos.        | Ref.  |
| ---------------- | ----------------- | ------------- | ------------- | ----------- | ----------- | ----- |
| Elli Evangelidou | Arremesso de peso | 14.69         | 17º           | Não avançou | Não avançou | [ 8 ] |

### Ginástica rítmica
| Atleta            | Evento     | Qualificação | Qualificação | Qualificação | Qualificação | Qualificação | Qualificação | Final       | Final       | Final       | Final       | Final       | Final       | Ref.  |
| Atleta            | Evento     | Corda        | Bola         | Maças        | Fita         | Total        | Pos.         | Corda       | Bola        | Maças       | Fita        | Total       | Pos.        | Ref.  |
| ----------------- | ---------- | ------------ | ------------ | ------------ | ------------ | ------------ | ------------ | ----------- | ----------- | ----------- | ----------- | ----------- | ----------- | ----- |
| Anna Kimonos      | Individual | 8.800        | 8.650        | 8.875        | 8.700        | 35.025       | 38º          | Não avançou | Não avançou | Não avançou | Não avançou | Não avançou | Não avançou | [ 9 ] |
| Elena Khatzisavva | Individual | 8.450        | 8.350        | 8.400        | 8.575        | 33.775       | 42º          | Não avançou | Não avançou | Não avançou | Não avançou | Não avançou | Não avançou | [ 9 ] |

### Judô
Masculino
| Atleta                      | Evento | Fase de 64           | Fase de 32                     | Oitavas de final             | Quartas de final     | Semifinal            | Repescagem 1–4       | Final                | Final       | Ref.   |
| Atleta                      | Evento | Adversário Resultado | Adversário Resultado           | Adversário Resultado         | Adversário Resultado | Adversário Resultado | Adversário Resultado | Adversário Resultado | Pos.        | Ref.   |
| --------------------------- | ------ | -------------------- | ------------------------------ | ---------------------------- | -------------------- | -------------------- | -------------------- | -------------------- | ----------- | ------ |
| Ilias Ioannou               | −65 kg | —                    | CAN Cantin D Ippon/Kesa-gatame | Não avançou                  | Não avançou          | Não avançou          | Não avançou          | Não avançou          | Não avançou | [ 10 ] |
| Khristodoulos Katsinioridis | −78 kg | —                    | BOL Bustos V Ippon/Tani-otoshi | NED Wurth D Ippon/Tai-otoshi | Não avançou          | Não avançou          | Não avançou          | Não avançou          | Não avançou | [ 11 ] |

### Lutas
Masculino
| Atleta               | Evento       | Rodada 1             | Rodada 2              | Rodada 3             | Rodada 4             | Rodada 5             | Final                | Final       | Ref.   |
| Atleta               | Evento       | Adversário Resultado | Adversário Resultado  | Adversário Resultado | Adversário Resultado | Adversário Resultado | Adversário Resultado | Pos.        | Ref.   |
| -------------------- | ------------ | -------------------- | --------------------- | -------------------- | -------------------- | -------------------- | -------------------- | ----------- | ------ |
| Konstantinos Iliadis | Livre −74 kg | POL Walencik D 0–8   | TCH Revický D 0–3 (F) | Não avançou          | Não avançou          | Não avançou          | Não avançou          | Não avançou | [ 12 ] |

### Natação
Masculino
| Atleta                | Evento      | Eliminatórias | Eliminatórias | Final       | Final       | Ref.   |
| Atleta                | Evento      | Tempo         | Pos.          | Tempo       | Pos.        | Ref.   |
| --------------------- | ----------- | ------------- | ------------- | ----------- | ----------- | ------ |
| Stavros Michaelides   | 50 m livre  | 23.34         | 20º           | Não avançou | Não avançou | [ 13 ] |
| Stavros Michaelides   | 100 m livre | 52.54         | 44º           | Não avançou | Não avançou | [ 14 ] |
| Charalambos Panagidis | 100 m peito | 1:06.19       | 42º           | Não avançou | Não avançou | [ 15 ] |

### Tiro
Misto
| Atleta             | Evento         | Eliminatórias | Eliminatórias | Semifinal   | Semifinal   | Final       | Final       | Ref.   |
| Atleta             | Evento         | Pontos        | Pos.          | Pontos      | Pos.        | Pontos      | Pos.        | Ref.   |
| ------------------ | -------------- | ------------- | ------------- | ----------- | ----------- | ----------- | ----------- | ------ |
| Antonis Nikolaidis | Skeet          | 145           | =25º          | Não avançou | Não avançou | Não avançou | Não avançou | [ 16 ] |
| Demetris Lordos    | Fossa olímpica | 118           | =33º          | Não avançou | Não avançou | Não avançou | Não avançou | [ 17 ] |

### Tiro com arco
Masculino
| Atleta        | Evento     | Ranqueamento | Ranqueamento | Fase de 32           | Oitavas de final     | Quartas de final     | Semifinal            | Final                | Final       | Ref.   |
| Atleta        | Evento     | Total        | Pos.         | Adversário Resultado | Adversário Resultado | Adversário Resultado | Adversário Resultado | Adversário Resultado | Pos.        | Ref.   |
| ------------- | ---------- | ------------ | ------------ | -------------------- | -------------------- | -------------------- | -------------------- | -------------------- | ----------- | ------ |
| Simon Simonis | Individual | 1117         | 74º          | Não avançou          | Não avançou          | Não avançou          | Não avançou          | Não avançou          | Não avançou | [ 18 ] |

### Vela
Masculino
| Atleta                         | Evento | Regatas | Regatas | Regatas | Regatas | Regatas | Regatas | Regatas | Pontos | Pos. | Ref.   |
| Atleta                         | Evento | 1       | 2       | 3       | 4       | 5       | 6       | 7       | Pontos | Pos. | Ref.   |
| ------------------------------ | ------ | ------- | ------- | ------- | ------- | ------- | ------- | ------- | ------ | ---- | ------ |
| Nikolas Epifaniou Petros Elton | 470    | OCS     | 23      | 28      | 22      | 23      | 13      | 30      | 175    | 31º  | [ 19 ] |

Legenda
| Recorde mundial      | Recorde mundial (World record)               |                       | Recorde africano                      | Recorde africano (African) |                                           | Q | Classificado por posição (Qualified) |
| Recorde olímpico     | Recorde olímpico (Olympic record)            | Recorde da América    | Recorde da América (Americas)         | q                          | Classificado por melhor tempo (Qualified) |   |                                      |
| Melhor marca do ano  | Melhor marca do ano (World leading)          | Recorde asiático      | Recorde asiático (Asian)              | DNS                        | Não largou (Did not start)                |   |                                      |
| Recorde nacional     | Recorde nacional (National record)           | Recorde europeu       | Recorde europeu (European)            | DNF                        | Não terminou (Did not finish)             |   |                                      |
| Recorde pessoal      | Recorde pessoal do atleta (Personal best)    | Recorde da Oceania    | Recorde da Oceania (Oceania)          | DSQ / DQ                   | Desclassificado (Disqualified)            |   |                                      |
| Recorde da temporada | Recorde da temporada do atleta (Season best) | Recorde sul-americano | Recorde sul-americano (South America) | NM                         | Sem marca (No mark)                       |   |                                      |

| M   | Regata da Medalha da qual só participam os dez primeiros colocados das regatas anteriores  |  |  | CAN | Regata cancelada |
| BFD | Desclassificado por bandeira preta (Black Flag Disqualified)                               |  |  |     |                  |
| UFD | Desclassificado por bandeira "U" (U Flag Disqualified)                                     |  |  |     |                  |
| OCS | Largada queimada (On the Course Side of the starting line)                                 |  |  |     |                  |
| DNE | Desclassificação sem eliminação (infração a um item do regulamento da prova – Did Not End) |  |  |     |                  |